# سیارک ۵۷۹۹
سیارک ۵۷۹۹ (به انگلیسی: 5799 Brewington، نامگذاری:1980TG4) پنج هزار و هفتصد و نود و نهمین سیارک کشف شده‌است که در ۹ اکتبر ۱۹۸۰ کشف شد.
قدر مطلق سیارک برابر ۱۴٫۰۰ است.